# Culsu
Culsu va ser, segons la mitologia etrusca, un dimoni femení alat que se situava a les portes de l'inframon.
Portava per distintius una torxa encesa i unes tisores. Sembla que les tisores estaven destinades a tallar el fil de la vida. El nom de Culsu es pot traduir, sembla per «la que embolcalla» o també «la que torça», suggerint que el personatge tindria alguna connexió amb les serps o l'enrotllament del fil, que s'ha d'entendre el fil de la vida.
Culsu sovint es representa com una figura portadora de torxes, cosa que significa que també podria haver estat un psicopomp, un esperit que guiava els difunts cap al més enllà. Etimològicament Culsu està relacionat amb Culsans, el déu etrusc de dues cares vigilant de les portes, que seria un precedent del déu romà Janus.